# Greg Collins
Greg Collins (* 14. Februar 1986 in Rochester, New York) ist ein US-amerikanischer Eishockeyspieler, der seit Juli 2012 bei den Eindhoven Kemphanen in der Eredivisie, der höchsten niederländischen Liga, auf der Position des Stürmers spielt. Sein Bruder Chris ist ebenfalls ein professioneller Eishockeyspieler.

## Karriere
Collins begann seine Karriere bei den Cedar Rapids RoughRiders, durch welche er 2003 auch in die United States Hockey League gedraftet wurde. In seiner ersten Saison war er bereits Stammspieler und erzielte 34 Punkte in 57 Spielen. Nach zwei Jahren wechselte er zum Team der University of New Hampshire, für die er insgesamt vier Jahre in der National Collegiate Athletic Association auf dem Eis stand, ehe er zum Farmteam der Phoenix Coyotes in die ECHL wechselte.
Im Juli 2011 wurde dann bekannt, dass er zum SC Riessersee in die 2. Eishockey-Bundesliga wechselt, unter anderem auf Anraten des Spielervermittlers Steve Bartlett (Vater von Scott Bartlett, welcher in der vorigen Saison beim SC Riessersee spielte) und dem ehemaligen SC Riessersee Spielers Kevin Kapstad, mit welchem er zusammen in New Hampshire spielte.
Im Juli 2012 wechselte Collins zum niederländischen Team Eindhoven Kemphanen.

## Erfolge und Auszeichnungen
- 2005 Clark-Cup-Gewinn mit den Cedar Rapids RoughRiders

## Karrierestatistik
(Legende zur Spielerstatistik: Sp oder GP = absolvierte Spiele; T oder G = erzielte Tore; V oder A = erzielte Assists; Pkt oder Pts = erzielte Scorerpunkte; SM oder PIM = erhaltene Strafminuten; +/− = Plus/Minus-Bilanz; PP = erzielte Überzahltore; SH = erzielte Unterzahltore; GW = erzielte Siegtore; 1 Play-downs/Relegation; Kursiv: Statistik nicht vollständig)